# Leichtathletik-U18-Europameisterschaften 2024
Die 4. Leichtathletik-U18-Europameisterschaften fanden vom 18. bis zum 21. Juli 2024 im slowakischen Banská Bystrica statt. Austragungsstätte war das Štadión SNP, das unter anderem bereits 2021 während des EYOF Austragungsort der Leichtathletikwettbewerbe war.

## Jungen

### 100 m
| Platz | Athlet           | Land | Zeit (s) |
| ----- | ---------------- | ---- | -------- |
| 1     | Jakob Kemminer   | GER  | 10,46    |
| 2     | Joel Masters     | GBR  | 10,51    |
| 3     | Joel Ajayi       | GBR  | 10,61    |
| 4     | Valerio Mazzilli | ITA  | 10,68    |
| 5     | Ashik Begum      | SUI  | 10,71    |
| 6     | Tomi Mäkitalo    | FIN  | 10,74    |
| 7     | Ben Skyes        | IRL  | 10,75    |
| 8     | Francis Pala     | ITA  | 10,85    |

Finale: 19. Juli
Wind: +0,1 m/s

### 200 m
| Platz | Athlet                  | Land | Zeit (s)    |
| ----- | ----------------------- | ---- | ----------- |
| 1     | Diego Nappi             | ITA  | 20,81 CR    |
| 2     | Ivano Bevanda           | SWE  | 21,17 PB    |
| 3     | Joe Burke               | IRL  | 21,31 NU18R |
| 4     | Fabrizio Caporusso      | ITA  | 21,33 PB    |
| 5     | Jakub Foremny           | POL  | 21,34 PB    |
| 6     | Armando Bănicioiu       | ROU  | 21,42       |
| 7     | Mihai Militaru          | ROU  | 21,47       |
| 8     | Benjamin Altmann Opuama | NOR  | 21,59       |

Finale: 20. Juli
Wind: +0,7 m/s

### 400 m
| Platz | Athlet               | Land | Zeit (s)    |
| ----- | -------------------- | ---- | ----------- |
| 1     | Stanisław Strzelecki | POL  | 46,50 CR    |
| 2     | Milann Klemenic      | FRA  | 46,78 PB    |
| 3     | Conor Kelly          | IRL  | 46,97 NU18R |
| 4     | Dominik Jezernik     | CRO  | 47,10 PB    |
| 5     | Michal Fatyga        | GER  | 47,55       |
| 6     | Péter Csaba Sáray    | HUN  | 47,77       |
| 7     | Emīls Lamba          | LAT  | 47,92       |
| 8     | Riccardo Fumagalli   | ITA  | 48,00       |

Finale: 20. Juli

### 800 m
| Platz | Athlet              | Land | Zeit (min) |
| ----- | ------------------- | ---- | ---------- |
| 1     | Matthew McKenna     | GBR  | 1:52,91    |
| 2     | Aaron Ceballos      | ESP  | 1:53,21    |
| 3     | Łukasz Zaczyk       | POL  | 1:53,60    |
| 4     | Benjamin Lakošeljac | SVN  | 1:53,63    |
| 5     | Tom Waterworth      | GBR  | 1:53,68    |
| 6     | Alessandro Casoni   | ITA  | 1:53,89    |
| 7     | Bobby More          | IRL  | 1:54,13    |
| 8     | Alejandro Muñoz     | ESP  | 1:54,87    |

Finale: 21. Juli

### 1500 m
| Platz | Athlet          | Land | Zeit (min) |
| ----- | --------------- | ---- | ---------- |
| 1     | Filip Toul      | CZE  | 3:54,77    |
| 2     | Aldin Ćatović   | SRB  | 3:55,14    |
| 3     | Alois Abraham   | FRA  | 3:56,55    |
| 4     | Rink Rewijk     | NED  | 3:57,70    |
| 5     | Alex Lennon     | GBR  | 3:58,33    |
| 6     | Luca Cavazzuti  | ITA  | 3:59,07    |
| 7     | Evan Grime      | GBR  | 3:59,10    |
| 8     | Jasim Oubassour | FRA  | 3:59,16    |

Finale: 20. Juli

### 3000 m
| Platz | Athlet                    | Land | Zeit (min)    |
| ----- | ------------------------- | ---- | ------------- |
| 1     | Aldin Ćatović             | SRB  | 8;07,03 CR    |
| 2     | Vittore Simone Borrominić | ITA  | 8:09,01 PB    |
| 3     | Sebastian Lörstad         | SWE  | 8:11,71 NU18R |
| 4     | Noah Harris               | IRL  | 8:18,12       |
| 5     | Lukas Buncic              | NOR  | 8:20,95 PB    |
| 6     | Willem Renders            | BEL  | 8:22,79       |
| 7     | Filip Toul                | CZE  | 8:23,05       |
| 8     | Romain Besnard            | FRA  | 8:23,31 PB    |

21. Juli

### 110 m Hürden (91,4 cm)
| Platz | Athlet              | Land | Zeit (s)    |
| ----- | ------------------- | ---- | ----------- |
| 1     | Kyan Escalona       | ITA  | 13,22 EU18L |
| 2     | Lucas Domergue      | FRA  | 13,34       |
| 3     | Christijan Kabassow | BUL  | 13,47       |
| 4     | Toby Wright         | GBR  | 13,47 PB    |
| 5     | Marío Stefanov      | ESP  | 13,49       |
| 6     | Anthony Pérez       | ESP  | 13,51       |
| 7     | Koray Uygun         | NOR  | 13,61       |
| 8     | Mahmood Brulbault   | FRA  | 13,68       |

Finale: 19. Juli
Wind: +1,1 m/s

### 400 m Hürden (84 cm)
| Platz | Athlet            | Land | Zeit (s)       |
| ----- | ----------------- | ---- | -------------- |
| 1     | Michal Rada       | CZE  | 49,42 CR EU18R |
| 2     | Marek Váňa        | CZE  | 51,12 PB       |
| 3     | Tommaso Ardizzone | ITA  | 51,38 NU18R    |
| 4     | Alex Ibañez       | ESP  | 51,63 PB       |
| 5     | Sebastian Schuch  | GER  | 51,70 PB       |
| 6     | Liam Atwani       | GER  | 52,89          |
| 7     | Nebojša Ilić      | SRB  | 52,92          |
| 8     | Diego Mancini     | ITA  | 53,49          |

Finale: 21. Juli

### 2000 m Hindernis (84 cm)
| Platz | Athlet            | Land | Zeit (min) |
| ----- | ----------------- | ---- | ---------- |
| 1     | Bakr El Asri      | ESP  | 5:46,79    |
| 2     | Adam Červinka     | CZE  | 5:47,71 PB |
| 3     | Jakob Rödel       | GER  | 5:47,77    |
| 4     | Musab Kundakçı    | TUR  | 5:50,28    |
| 5     | Martí Torregrosa  | ESP  | 5:50,63    |
| 6     | Dillon Millard    | GBR  | 5:57,87    |
| 7     | Riccardo Ambrosio | ITA  | 5:59,15    |
| 8     | Michał Gajdus     | POL  | 5:59,26    |

Finale: 21. Juli

### Sprint-Staffel (100 m – 200 m – 300 m – 400 m)
| Platz | Land                   | Athleten | Zeit (min)    |
| ----- | ---------------------- | --- | ------------- |
| 1     | Polen                  | Nikodem Dymiński Jakub Foremny Bartłomiej Adamczyk Stanisław Strzelecki im Vorlauf außerdem: Aleksander Wojtasik Oliwier Frąckowiak | 1:51,62 CR    |
| 2     | Deutschland            | Jakob Kemminer Louis Schuster Jannis Dettner Milan Stadler im Vorlauf außerdem: Ben Tröster Marc Weidenbach                         | 1:51,82 NU18R |
| 3     | Italien                | Fabrizio Caporusso Daniele Leonardo Inzoli Tommaso Carfagna Daniele Salemi im Vorlauf außerdem: Valerio Mazzilli                    | 1:52,02 NU18R |
| 4     | Vereinigtes Königreich | Joel Masters Aron Tugwell Jake Odey-Jordan Harry Bradley im Vorlauf außerdem: Joel Ajayi                                            | 1:52,38 NU18R |
| 5     | Kroatien               | Mihael Prelesnik Toma Batistić Mihael Bartolinčić Dominik Jezernik im Vorlauf außerdem: Noa Pliško                                  | 1:52,42 NU18R |
| 6     | Spanien                | Izan García Hugo Fernández Alejandro Nuñez Pablo Rojo im Vorlauf außerdem: Álvaro Olmedo                                            | 1:53,41 NU18R |
| 7     | Frankreich             | Remi Mourie Lucas Domergue Hugo Maubert Rayan Bouhouche im Vorlauf außerdem: Mahmood Brulbault                                      | 1:53,65 SB    |
| 8     | Ukraine                | Jurij Mudryk Daniil Markewytsch Artur Eismont Wolodymyr Wowtschenko                                                                 | 1:54,56       |

### 5000 m Bahngehen
| Platz | Athlet              | Land | Zeit (min)     |
| ----- | ------------------- | ---- | -------------- |
| 1     | Alessio Coppola     | ITA  | 21:01,44       |
| 2     | Séamus Clarke       | IRL  | 21:05,70 NU18R |
| 3     | Nicolo' Vidal       | ITA  | 21:11,87 PB    |
| 4     | Lukáš Rosenbaum     | SVK  | 21:26,96 PB    |
| 5     | Przemysław Jasiński | POL  | 21:42,08       |
| 6     | Panagiotis Saltis   | GRC  | 21:44,72 PB    |
| 7     | Matthew Newell      | IRL  | 22:01,44       |
| 8     | Pablo Zárate        | ESP  | 22:02,70       |

21. Juli

### Hochsprung
| Platz | Athlet          | Land | Höhe (m) |
| ----- | --------------- | ---- | -------- |
| 1     | Svante Svensson | SWE  | 2,09 PB  |
| 2     | Antoine Antczak | FRA  | 2,08 PB  |
| 3     | Vuk Šolaja      | SRB  | 2,08 PB  |
| 4     | Regan Corrin    | GBR  | 2,05 =PB |
| 5     | Mihai Călin     | ROU  | 2,05 =PB |
| 6     | Diogo Bandeira  | POR  | 2,05 =PB |
| 7     | Elvin Rahm      | SWE  | 2,05 =PB |
| 8     | Kaspar Palmsaar | EST  | 2,05 =PB |

Finale: 21. Juli

### Stabhochsprung
| Platz | Athlet              | Land | Höhe (m) |
| ----- | ------------------- | ---- | -------- |
| 1     | Mathias Urbanczyk   | BEL  | 5,10 PB  |
| 2     | Nikita Mirkin       | ISR  | 5,00 PB  |
| 2     | Henri Apri          | EST  | 5,00     |
| 4     | Axel Rogö           | SWE  | 4,90     |
| 4     | Iván Varga          | HUN  | 4,90     |
| 6     | Daniel Riedner      | GER  | 4,90 PB  |
| 7     | Topias Mustonen     | FIN  | 4,90     |
| 8     | Matic Tršelič Buble | SVN  | 4,90 PB  |

Finale: 20. Juli

### Weitsprung
| Platz | Athlet                    | Land | Weite (m)  |
| ----- | ------------------------- | ---- | ---------- |
| 1     | Remi Mourie               | FRA  | 7,72 PB    |
| 2     | Áron Hajdu                | HUN  | 7,58 NU18R |
| 3     | Daniele Leonardo Inzoli   | ITA  | 7,54       |
| 4     | Krzysztof Grochowski      | POL  | 7,48       |
| 5     | Arsenios Koulouris        | GRC  | 7,42       |
| 6     | Noah Hasler               | SUI  | 7,36 PB    |
| 7     | Anthony Ommundsen Johnsen | NOR  | 7,21 =PB   |
| 8     | Basile Martinez-Aldama    | SUI  | 7,06       |

Finale: 19. Juli

### Dreisprung
| Platz | Athlet                  | Land | Weite (m)   |
| ----- | ----------------------- | ---- | ----------- |
| 1     | Emmanuel Idinna         | FRA  | 15,85 EU18L |
| 2     | Francesco Efeosa Crotti | ITA  | 15,49 PB    |
| 3     | Benedikt Maurer         | GER  | 15,11 PB    |
| 4     | Eduard Unguroaica       | ROU  | 15,08       |
| 5     | Singa Barbosa Firmino   | BUL  | 15,08       |
| 6     | Szymon Wziątek          | POL  | 15,04 PB    |
| 7     | Stanislaw Hawryljuk     | UKR  | 14,93       |
| 8     | Ștefan Stan             | ROU  | 14,87       |

Finale: 19. Juli

### Kugelstoßen (5 kg)
| Platz | Athlet             | Land | Weite (m) |
| ----- | ------------------ | ---- | --------- |
| 1     | Ștefan Ciobanu     | ROU  | 19,99     |
| 2     | Ludvig Ellgren     | SWE  | 19,19 PB  |
| 3     | Jan Ferina         | CRO  | 19,04     |
| 4     | Denis Cutcoveţchi  | MDA  | 19,04     |
| 5     | Jakub Rodziak      | POL  | 18,91     |
| 6     | Dominik Armstrong  | POL  | 18,75 PB  |
| 7     | Simon Kunkel       | GER  | 18,60 PB  |
| 8     | Andreas Grönninger | GER  | 18,00     |

Finale: 20. Juli

### Diskuswurf (1,5 kg)
| Platz | Athlet             | Land | Weite (m)   |
| ----- | ------------------ | ---- | ----------- |
| 1     | Jakub Rodziak      | POL  | 64,21 WU18L |
| 2     | Jaroslaw Lystopad  | UKR  | 60,93       |
| 3     | Cian Crampton      | IRL  | 60,55 NU18R |
| 4     | Danylo Batartschuk | UKR  | 60,29       |
| 5     | Ludvig Ellgren     | SWE  | 58,96       |
| 6     | Denis Cutcoveţchi  | MDA  | 55,95       |
| 7     | Sten-Erik Iir      | EST  | 55,51 PB    |
| 8     | Mattia Bartolini   | ITA  | 54,73       |

Finale: 19. Juli

### Hammerwurf (5 kg)
| Platz | Athlet            | Land | Weite (m) |
| ----- | ----------------- | ---- | --------- |
| 1     | Thomas Williams   | IRL  | 73,95     |
| 2     | Dimo Andreew      | BUL  | 72,49     |
| 3     | Magno Llopis      | ESP  | 72,48 PB  |
| 4     | Jan Delewski      | POL  | 72,09 PB  |
| 5     | Sotirios Gentekos | GRC  | 71,98 PB  |
| 6     | Onni Kukkonen     | FIN  | 69,09     |
| 7     | Louis Tutcher     | GBR  | 68,59     |
| 8     | Matti Hummel      | GER  | 66,88     |

Finale: 20. Juli

### Speerwurf (700 g)
| Platz | Athlet           | Land | Weite (m)   |
| ----- | ---------------- | ---- | ----------- |
| 1     | Pietro Villa     | ITA  | 76,04 NU18R |
| 2     | Roch Krukowski   | POL  | 74,84       |
| 3     | Teemu Simoinen   | FIN  | 73,24       |
| 4     | Moritz Schönherr | GER  | 70,79 PB    |
| 5     | Levente Szabó    | HUN  | 70,77 PB    |
| 6     | Roope Mäkipelto  | FIN  | 68,16       |
| 7     | Kristóf Tombor   | HUN  | 64,13       |
| 8     | Lewie Jones      | GBR  | 63,52       |

Finale: 20. Juli

### Zehnkampf
| Platz | Athlet                   | Land | Punkte     |
| ----- | ------------------------ | ---- | ---------- |
| 1     | Tristan Konso            | EST  | 7549 WU18L |
| 2     | Liam Belo Da Silva       | SWE  | 7318 PB    |
| 3     | Kilian Trochain          | FRA  | 7290 PB    |
| 4     | Denis Hrabar             | POR  | 7268 NU18R |
| 5     | Anton Steffen            | GER  | 7165       |
| 6     | Kārlis Jēkabs Karlsbergs | LAT  | 7086 PB    |
| 7     | Kacper Góralczyk         | POL  | 7067       |
| 8     | Mikai Snoek              | NED  | 7054 PB    |

Finale: 20. Juli

## Mädchen

### 100 m
| Platz | Athletin            | Land | Zeit (s)    |
| ----- | ------------------- | ---- | ----------- |
| 1     | Radina Welitschkowa | BUL  | 11,46 NU18R |
| 2     | Shade Laporal       | FRA  | 11,54 PB    |
| 3     | Miia Ott            | EST  | 11,62       |
| 4     | Uljana Stepanjuk    | UKR  | 11,61       |
| 5     | Lena Anochili       | GER  | 11,77       |
| 6     | Oliwia-Kasprzak     | POL  | 11,90       |
| 7     | Timea Rankl         | SUI  | 11,94       |
|       | Nell Desir          | GBR  | DSQ         |

Finale: 19. Juli
Wind: +0,9 m/s

### 200 m
| Platz | Athletin              | Land | Zeit (s) |
| ----- | --------------------- | ---- | -------- |
| 1     | Elisa Valensin        | ITA  | 23,09 CR |
| 2     | Margherita Castellani | ITA  | 23,35 PB |
| 3     | Pauline Richter       | GER  | 23,40    |
| 4     | Johanka Šafářová      | CZE  | 23,91    |
| 5     | Ludivine Alverte-Song | FRA  | 23,92 PB |
| 6     | Luna Fischer          | GER  | 24,07    |
| 7     | Lauren Petroci-Coninx | BEL  | 24,65    |
| 8     | Silvie Daněčková      | CZE  | 26,59    |

Finale: 20. Juli
Wind: +1,0 m/s

### 400 m
| Platz | Athletin          | Land | Zeit (s)    |
| ----- | ----------------- | ---- | ----------- |
| 1     | Anastazja Kuś     | POL  | 51,89 CR    |
| 2     | Kara Dacosta      | GBR  | 52,60 PB    |
| 3     | Madlief van Leur  | NED  | 53,19       |
| 4     | Victoria Kwarteng | FRA  | 53,30 NU18R |
| 5     | Zofia Tomczyk     | POL  | 53,46       |
| 6     | Laura Frattaroli  | ITA  | 54,17 PB    |
| 7     | Giulia Macchi     | ITA  | 54,73       |
| 8     | Lenka Gymerská    | SVK  | 55,35       |

Finale: 20. Juli

### 800 m
| Platz | Athletin           | Land | Zeit (min)    |
| ----- | ------------------ | ---- | ------------- |
| 1     | Adéla Holubová     | CZE  | 2:04,23 CR    |
| 2     | Shaikira King      | GBR  | 2:04,29       |
| 3     | Carmen Cernjul     | SWE  | 2:04,52 PB    |
| 4     | Tara Vučković      | SRB  | 2:04,54 NU18R |
| 5     | Saoirse Fitzgerald | IRL  | 2:07,41       |
| 6     | Maud de Jong       | NED  | 2:07,62       |
| 7     | Zeynep Özkara      | TUR  | 2:08,69       |
| 8     | Pia Langton        | IRL  | 2:10,87       |

Finale: 21. Juli

### 1500 m
| Platz | Athletin                     | Land | Zeit (min)    |
| ----- | ---------------------------- | ---- | ------------- |
| 1     | Lyla Belshaw                 | GBR  | 4:13,01 CR    |
| 2     | Isla McGowan                 | GBR  | 4:14,78 PB    |
| 3     | Wilma Bekkemoen Torbiørnsson | NOR  | 4:16,45       |
| 4     | Fiona von Flüe               | SUI  | 4:18,03 PB    |
| 5     | Sára Derdák                  | HUN  | 4:18,54 NU18R |
| 6     | Claudia Gutiérrez            | ESP  | 4:19,78 NU18R |
| 7     | Oksana Pestka                | POL  | 2:08,69 PB    |
| 8     | Lenuta Constantin            | ROU  | 4:21,25 PB    |

Finale: 21. Juli

### 3000 m
| Platz | Athletin              | Land | Zeit (min)    |
| ----- | --------------------- | ---- | ------------- |
| 1     | Katie Pye             | GBR  | 9:20,25 SB    |
| 2     | Julia Ehrle           | GER  | 9:20,31 PB    |
| 3     | Olivia Forrest        | GBR  | 9:21,66 PB    |
| 4     | Fanni Szalai          | HUN  | 9:23,30 PB    |
| 5     | Ema Pika Raj          | SVN  | 9:30,99 NU18R |
| 6     | Venus Abraham Teffera | NOR  | 9:31,69       |
| 7     | Freja Bjerström       | SWE  | 9:34,12 PB    |
| 8     | Laly Porentru         | FRA  | 9:34,64       |

20. Juli

### 100 m Hürden (76,2 cm)
| Platz | Athletin         | Land | Zeit (s) |
| ----- | ---------------- | ---- | -------- |
| 1     | Laura Frličková  | SVK  | 12,97    |
| 2     | Zofia Rojek      | POL  | 13,33    |
| 3     | Auxane Kingue    | FRA  | 13,37 PB |
| 4     | Hana Sekne       | SVN  | 13,43    |
| 5     | Iwa Deliwerska   | BUL  | 13,47    |
| 6     | Lenny Pawlowicz  | FRA  | 13,90    |
| 7     | Daryl Ndasi      | GER  | 20,14    |
| 8     | Oda Asdal Hansen | NOR  | 21,42    |

Finale: 19. Juli
Wind: +0,2 m/s
Die siegreiche Slowakin Laura Frličková stellte im Vorlauf mit 12,87 s eine neue europäischen U18-Bestleistung und damit Meisterschaftsrekord auf.

### 400 m Hürden (76,2 cm)
| Platz | Athletin              | Land | Zeit (s) |
| ----- | --------------------- | ---- | -------- |
| 1     | Nina Radová           | CZE  | 58,00 CR |
| 2     | Eva Barbarić          | CRO  | 58,85 PB |
| 3     | Lalie Pouzancre-Hoyer | FRA  | 59,07 PB |
| 4     | Sofia Copiello        | ITA  | 59,18    |
| 5     | Zoë van Gils          | NED  | 59,91    |
| 6     | Rebekka Feirle        | GER  | 59,94    |
| 7     | Emma Juntunen         | FIN  | 61,10    |
| 8     | Cristina Neves        | POR  | 61,97    |

Finale: 21. Juli

### 2000 m Hindernis
| Platz | Athletin                 | Land | Zeit (min) |
| ----- | ------------------------ | ---- | ---------- |
| 1     | Astrid Cecilie Berntsen  | NOR  | 6:32,11 PB |
| 2     | Ema Berková              | CZE  | 6:34,63 PB |
| 3     | Nadia Soto               | ESP  | 6:35,04    |
| 4     | Valentine Bastide        | FRA  | 6:36,43    |
| 5     | Majken Söderlund Larsson | SWE  | 6:39,38    |
| 6     | Darja Dubenez            | UKR  | 6:39,64    |
| 7     | Ava James                | GBR  | 6:44,37    |
| 8     | Adéle Martin             | FRA  | 6:44,50    |

Finale: 20. Juli

### Sprint-Staffel (100 m – 200 m – 300 m – 400 m)
| Platz | Land                   | Athletinnen | Zeit (min)       |
| ----- | ---------------------- | --- | ---------------- |
| 1     | Italien                | Viola Canovi Margherita Castellani Laura Frattaroli Elisa Valensin im Vorlauf außerdem: Vittoria Masiero Benedetta Dambruoso Zoe Fiorentini | 2:05,23 CR EU18R |
| 2     | Polen                  | Oliwia Kasprzak Aleksandra Jeż Zofia Tomczyk Anastazja Kuś im Vorlauf außerdem: Maja Woźniak Lena Pajęcka                                   | 2:05,54 NU18R    |
| 3     | Vereinigtes Königreich | Nell Desir Thea Brown Shiloh Omotosho Kara Dacosta im Vorlauf außerdem: Elsie Brindle Ava John                                              | 2:05,90 NU18R    |
| 4     | Deutschland            | Anne Böcker Levke Netta Luna Fischer Pauline Richter im Vorlauf außerdem: Maria Schnemilich Ida Schröder                                    | 2:07,28          |
| 5     | Schweiz                | Timea Rankl Milla Tonazzi Lisa Frank Hanna Hirsbrunner im Vorlauf außerdem: Xenia Buri                                                      | 2:07,72          |
| 6     | Ukraine                | Jelysaweta Schwab Uljana Stepanjuk Rufina Kotik Iwanna Oleksjuk                                                                             | 2:08,08          |
| 7     | Norwegen               | Oda Asdal Hansen Hannah Murai-Ubby Kaisa Sol Fagerland Lilje Lopes Patey im Vorlauf außerdem: Mahmood Brulbault                             | 2:08,14          |
| 8     | Ungarn                 | Boróka Boldogh Dorina Pfiszterer Nerina Pápai Janka Sákovics                                                                                | 2:08,37          |

Finale: 21. Juli

### 5000 m Bahngehen
| Platz | Athletin             | Land | Zeit (min)     |
| ----- | -------------------- | ---- | -------------- |
| 1     | Serena di Fabio      | ITA  | 21:50,80 CR    |
| 2     | Alessia Pop          | ROU  | 22:03,11 NU18R |
| 3     | Petra Kusá           | SVK  | 23:49,22 PB    |
| 4     | Gina Torres          | ESP  | 24:04,35       |
| 5     | Dunja Eremić         | SRB  | 24:09,78       |
| 6     | Beatrice Palmonari   | ITA  | 24:14,55       |
| 7     | Weronika Tkatschuk   | UKR  | 24:21,03       |
| 8     | Kristina Zámečníková | SVK  | 24:35,20       |

19. Juli

### Hochsprung
| Platz | Athletin             | Land | Höhe (m) |
| ----- | -------------------- | ---- | -------- |
| 1     | Lilianna Bátori      | HUN  | 1,84     |
| 2     | Aitana Alonso        | ESP  | 1,81 PB  |
| 3     | Yman Ossie Tchiengue | FRA  | 1,81 PB  |
| 4     | Ella Mikkola         | FIN  | 2,05 =PB |
| 5     | Julia Dokter         | NED  | 1,78     |
| 6     | Loreta Bērziņa       | LAT  | 1,78     |
| 6     | Sofija Petrova       | LAT  | 1,78     |
| 6     | Tara O'Connor        | IRL  | 1,78     |

Finale: 20. Juli

### Stabhochsprung
| Platz | Athletin                | Land | Höhe (m)   |
| ----- | ----------------------- | ---- | ---------- |
| 1     | Anastasia Boumpoulidi   | GRC  | 4,20       |
| 2     | Embla Matilde Njerve    | NOR  | 4,15 NU20R |
| 3     | Beate Pott              | SWE  | 4,15 PB    |
| 4     | Nicole Krutilová        | CZE  | 4,15       |
| 5     | Allika Inkeri Moser     | EST  | 4,10       |
| 6     | Melina Häuptli          | SUI  | 3,90       |
| 7     | Klara Härke             | GER  | 3,90       |
| 8     | Abigél Gastiaburu-Frank | HUN  | 3,90       |
| 8     | Olha Beltschenko        | UKR  | 3,90       |

Finale: 20. Juli

### Weitsprung
| Platz | Athletin            | Land | Weite (m) |
| ----- | ------------------- | ---- | --------- |
| 1     | Evelina Olsson      | SWE  | 6,35 PB   |
| 2     | Joana Fiodorovaitė  | LTU  | 6,23 PB   |
| 3     | Radina Welitschkowa | SWE  | 6,16 =PB  |
| 4     | Bori Rózsahegyi     | HUN  | 6,06      |
| 5     | Lynn Michelmann     | GER  | 5,98      |
| 6     | Luna Arnas          | ESP  | 5,95      |
| 7     | Ema Bendová         | SVK  | 5,84      |
| 8     | Ella Wallin         | FIN  | 5,82      |

Finale: 21. Juli

### Dreisprung
| Platz | Athletin               | Land | Weite (m) |
| ----- | ---------------------- | ---- | --------- |
| 1     | Brenda Džiliana Apsīte | LAT  | 13,18     |
| 2     | Melina Zaragka         | GRC  | 13,10     |
| 3     | Elisa Valenti          | ITA  | 12,99     |
| 4     | María Barrios          | ESP  | 12,95     |
| 5     | Marija Nisić           | SRB  | 12,91     |
| 6     | Daria Vrînceanu        | ROU  | 12,72     |
| 7     | Ella Alvelin Malm      | SWE  | 12,60     |
| 8     | Esmanur Bırdel         | TUR  | 12,59     |

Finale: 19. Juli

### Kugelstoßen (3 kg)
| Platz | Athletin                   | Land | Weite (m) |
| ----- | -------------------------- | ---- | --------- |
| 1     | Maria Rafailidou           | GRC  | 18,46     |
| 2     | Anhelina Schepel           | UKR  | 17,09     |
| 3     | Anastasia Mihaela Andreadi | GRC  | 16,70     |
| 4     | Nafy Thiam                 | BEL  | 16,69     |
| 5     | Emily Scherf               | GER  | 16,45     |
| 6     | Anita Nalesso              | ITA  | 15,97     |
| 7     | Antonia Heberle            | GER  | 15,63     |
| 8     | Aleksandra Trifunović      | SRB  | 15,56     |

Finale: 19. Juli

### Diskuswurf
| Platz | Athletin                    | Land | Weite (m) |
| ----- | --------------------------- | ---- | --------- |
| 1     | Nadjela Wepiwe              | GER  | 51,61     |
| 2     | Andrea Njimi Tankeu Djeudji | ESP  | 50,01     |
| 3     | Vita Barbić                 | CRO  | 49,50 PB  |
| 4     | Favour Adesokan             | GER  | 48,26     |
| 5     | Vasiliki Samolada           | GRC  | 47,14     |
| 6     | Mirabella Emese Keserű      | HUN  | 46,75     |
| 7     | Maria Rafailidou            | GRC  | 46,73     |
| 8     | Iida Muukka                 | FIN  | 43,96     |

Finale: 21. Juli

### Hammerwurf (3 kg)
| Platz | Athletin               | Land | Weite (m)   |
| ----- | ---------------------- | ---- | ----------- |
| 1     | Clara Hegemann         | GER  | 72,93 WU18L |
| 2     | Polina Dseroschynska   | UKR  | 72,92 PB    |
| 3     | Nova Kienast           | GER  | 71,72       |
| 4     | Pinja Kärhä            | FIN  | 71,44       |
| 5     | Aixa Corbacho          | ESP  | 65,88       |
| 6     | Candyce Bonjean        | FRA  | 65,41       |
| 7     | Venla Kärhä            | FIN  | 65,22       |
| 8     | Mirabella Emese Keserű | HUN  | 62,43       |

Finale: 19. Juli

### Speerwurf (500 g)
| Platz | Athletin            | Land | Weite (m)   |
| ----- | ------------------- | ---- | ----------- |
| 1     | Vita Barbić         | CRO  | 61,07 CR    |
| 2     | Konstanze Irlinger  | GER  | 57,64 NU18R |
| 3     | Rabiye Çiçek        | TUR  | 54,52 PB    |
| 4     | Elin Lindberg       | SWE  | 53,90       |
| 5     | Viola Lei Hansgaard | DEN  | 50,50       |
| 6     | Jolie Baerveldt     | NED  | 49,77       |
| 7     | Erika Sellart       | ESP  | 49,48       |
| 8     | Živa Križ           | SVN  | 47,84       |

Finale: 21. Juli

### Siebenkampf
| Platz | Athletin           | Land | Weite (m) |
| ----- | ------------------ | ---- | --------- |
| 1     | Enni Virjonen      | FIN  | 6151      |
| 2     | Thea Brown         | GBR  | 5807      |
| 3     | Maria Schnemilich  | GER  | 5732      |
| 4     | Zola Ndouma-Mona   | FRA  | 5731      |
| 5     | Ísold Sævarsdóttir | ISL  | 5643      |
| 6     | Natacha Candé      | POR  | 5579      |
| 7     | Lotte Gretzler     | GER  | 5576      |
| 8     | Mia Mireia Uursorg | EST  | 5569      |

19./20. Juli